# Lasino
Lasino est une ancienne commune italienne d'environ 1 300 habitants située dans la province autonome de Trente dans la région du Trentin-Haut-Adige dans le Nord-Est de l'Italie. Le 1er janvier 2016, elle a fusionné avec Calavino pour former la nouvelle municipalité de Madruzzo.

## Administration
| Période                                  | Période | Identité | Étiquette | Qualité |
| ---------------------------------------- | ------- | -------- | --------- | ------- |
|                                          |         |          |           |         |
| Les données manquantes sont à compléter. |         |          |           |         |

### Communes limitrophes
Trente (Italie), Calavino, Dro, Cavedine